# Arthonia stereocaulina
Arthonia stereocaulina är en lavart som först beskrevs av Ohlert, och fick sitt nu gällande namn av Rolf Santesson. Arthonia stereocaulina ingår i släktet Arthonia, och familjen Arthoniaceae. Arten är reproducerande i Sverige.